# Secuestro de Thomas Howes, Keith Stansell y Marc Gonsalves
El Secuestro de contratistas estadounidenses en Colombia se refiere al secuestro de los contratistas estadounidenses Thomas Howes, Keith Stansell y Marc Gonsalves, secuestrados el 12 de febrero de 2003 luego de que la avioneta en el que viajaban fuera derribada por las Fuerzas Armadas Revolucionarias de Colombia - Ejército del Pueblo (FARC-EP) en la selva colombiana.
Las FARC los acusaron de ser espías de la Agencia Central de Inteligencia (CIA), los incluyeron dentro de los planes del "Acuerdo humanitario" y pidieron a los gobiernos de Álvaro Uribe (Colombia) y George W. Bush (EE. UU.) liberar a los guerrilleros extraditados a Estados Unidos, alias "Simón Trinidad"y alias "Sonia" a cambio.
Los estadounidenses fueron rescatados junto a otros secuestrados, incluyendo la excandidata presidencial Íngrid Betancourt, el 2 de julio de 2008 durante la Operación Jaque del Ejército Nacional, tras seis años, cuatro meses y tres semanas de secuestro.
Por el plagio de los estadounidenses, la Fiscalía General de la Nación acusó al comandante guerrillero de las FARC-EP alias "Martín Caballero y a diez integrantes más del Estado Mayor de la organización subversiva, incluyendo al llamado "carcelero de las FARC-EP" alias "Martín Sombra" que fue pedido en extradición por la justicia estadounidense.

## Derribo de avioneta
El 12 de febrero de 2003, como parte de la cooperación antidrogas que el gobierno de Estados Unidos le presta a Colombia, dentro del Plan Colombia, los contratistas del cuarto mayor contratista de defensa militar de los EE. UU, la empresa Northrop Grumman, Keith Stansell, analista de sistemas, Thomas Howes, piloto veterano en la guerra antidrogas, y Mark Gonsalves, procesador de imágenes, sobrevolaban en un avión Cessna 208 las selvas del departamento del Caquetá, junto con Thomas Janis y el colombiano Luis Alcides Cruz. A la avioneta, perteneciente al Departamento de Defensa de los EE. UU., se le presentaron problemas mecánicos y tuvo que se aterrizada de emergencia en medio de la selva, en el departamento del Guaviare. Una vez en tierra, los tripulantes fueron abordados por guerrilleros de las FARC-EP. El estadounidense Tom Janis y el colombiano Luis Alcides Cruz fueron ejecutados en el acto, mientras que los tres restantes fueron internados en la selva.

## Pruebas de supervivencia

### Entrevista con Jorge Enrique Botero
En junio de 2003, el escritor y periodista colombiano Jorge Enrique Botero realizó un viaje al interior de la selva con permiso de la guerrilla de las FARC-EP y logró ver a los tres estadounidenses. Botero logró grabar una entrevista que sirvió como prueba de supervivencia de los tres contratistas. Los contratistas pidieron no ser rescatados militarmente, enviaron mensajes a sus familiares y pidieron iniciar negociaciones. Durante la visita el comandante guerrillero que acompañó a Botero por el campamento era el comandante de las FARC-EP, alias "Mono Jojoy".
El 9 de octubre del 2003 aparecieron las primeras pruebas de supervivencia de los tres estadounidenses. Fueron tres fotografías en las cuales aparecen vestidos de camuflado. Luego se supo de la suerte que corrieron gracias a los testimonios de sus compañeros de cautiverio que volvieron a la libertad, como Luis Eladio Pérez, Clara Rojas, y John Frank Pinchao. Luis Eladio Pérez una vez liberado informó que las FARC-EP le había quitado cartas que los estadounidenses le enviaban a parientes, políticos y periodistas en Estados Unidos.

## Rescate en Operación Jaque
La Operación Jaque fue una misión de inteligencia militar de rescate en el marco de la política de Seguridad Democrática del gobierno del presidente Álvaro Uribe Vélez, llevada a cabo por las Fuerzas Militares de Colombia para liberar a secuestrados en poder del grupo guerrillero FARC-EP el 2 de julio de 2008. Entre los secuestrados redimidos figuraron Íngrid Betancourt (ciudadana franco-colombiana), tres contratistas estadounidenses, 7 miembros del Ejército Nacional de Colombia y 4 miembros de la Policía Nacional de Colombia, lo que arrojó un total de quince personas rescatadas en dicha operación. La operación no registró pérdidas humanas.